# Piers Courage
Piers Raymond Courage (ur. 27 maja 1942 w Colchesterze, zm. 21 czerwca 1970 w Zandvoort) – brytyjski kierowca wyścigowy. Uczestniczył w 29 Grand Prix. Zadebiutował 2 stycznia 1967 roku. W swojej krótkiej karierze dwa razy stanął na podium i zdobył sumę 20 punktów.

## Życiorys

### Początki
Wykształcony w Eton College rozpoczął karierę wyścigową na własnym Lotus 7. W 1964 r. ścigał się w F3 z Jonathanem Williamsem na Lotusie 22. Talent pozwolił mu przejeździć cały sezon ’65 w Brabhamie dla Charlesa Lucasa. W 1965 Colin Chapman zaoferował Courage posadę w Lotusie, ponieważ szybszy Frank Williams zastąpił go. Lotus 44 był znacznie gorszy od bolidów Brabham, ale Courage zdołał przewyższyć ich czasami zbliżając się ku F2.

### Debiut w Formule 1
Podpisany w 1967 kontrakt z BRM doprowadził Courage do Formuły 1. Jeździł wówczas w zespole z Chrisem Irwinem. Kariera Chrisa dobiegała końca po tym jak jego dziki styl jazdy spowodował, iż więcej rozbijał się, niż dojeżdżał do mety. Podczas Grand Prix Monako pojechał jak na początku lat ’60 i po wyścigu zastąpił go John Coombs.
Na koniec sezonu Piers dostał bolid po Coombsie. Startując w zimowym, kończącym mistrzostwa GP Tasmanii odniósł piękne zwycięstwo pokonując znakomite McLareny. Wtedy Tim Parnell zaoferował miejsce w zespole Reg Parnell Racing. Oprócz tego, że Courage zdobył punkty sezonie ’68, to też pomagał staremu przyjacielowi Frankowi Williamsowi jeżdżąc dla niego w F2. Gdy Williams postanowił wystawić bolid do F1 na sezon ’69 Courage automatycznie został jego kierowcą.

### Dynamiczny rozwój
Ciemnoniebieski Brabham BT26A prowadzony przez Courage dla Williamsa miał znaczną przewagę na wieloma zespołami. Skończył na drugiej pozycji zarówno wyścig w Monako, jak i Grand Prix Stanów Zjednoczonych na torze Watkins Glen. To chyba jego najpiękniejszy wyścig sezonu, chociaż był najszybszy na Monza. Pomimo starszego bolidu i złych ustawień, zdołał utrzymać się na czele stawki w większości wyścigu. Tylko brak paliwa spowodował, iż musiał zwolnić blisko mety i w końcu zajął piątą pozycję. Dodatkowo piąte miejsce w domowym Grand Prix Wielkiej Brytanii dało Courage 18 punktów, co pozwoliło mu zająć ósme miejsce w mistrzostwach świata kierowców.

### Ostatni sezon
Idąc za umową z Alejandro de Tomaso. Williams do niedawna zaprojektowanego na sezon 1970 bolidu przygotował podwozie. Niestety bolid de Tomaso był niesolidny i miał nadwagę. Rozpoczęły się prace na ustawieniami bolidu. Wydawało się, że nadchodzący Grand Prix Holandii będzie dla ekipy de Tomaso udany. Wszyscy liczyli, że Piers przerwie złą passę. Niestety los chciał inaczej. W połowie wyścigu Piers na szerokim zakręcie z nieznanych przyczyn zaczął się ślizgać. Wypadł na zewnętrzną stronę toru, wjechał na nasyp po czym stoczył się z powrotem w dół. Bolid momentalnie stanął w płomieniach. Karoseria paliła się tak mocno, że ogień objął stojące obok drzewa. Ogromny pożar spowodowały karoseria i podwozie wykonane z magnezu, użyte, aby odciążyć bolid. W połączeniu z benzyną palącą się w 700 °C ugaszenie pożaru było bardzo trudne.
Nie jest znana dokładna przyczyna tragedii. Śledztwa ujawniły, że Courage zginął zanim płomienie go dotknęły. Znaleziony na górce kask świadczył o tym, iż musiał uderzyć głową o podłoże i to go zabiło.
Po jego śmierci rozpoczęły się rozmowy na temat bezpieczeństwa w Formule 1. Najgłośniej wypowiadał się na ten temat najszybszy wówczas Jochen Rindt. Austriak nawet przed Grand Prix Niemiec zbojkotował wyścig uważając, iż jest zbyt niebezpieczny. Gdy przyłączyło się do niego kilku innych czołowych kierowców wyścig przeniesiono na Hockenheim. Rindt zginął kilka miesięcy później podczas GP Włoch na torze Monza.
Piers Courage zostawił żonę Lady Sarah Curzon i dwóch synów.
Trzy lata później na torze Zandvoort na tym samym zakręcie w podobnym wypadku zginął Roger Williamson.